# Hurt No More
Hurt no More è il secondo album del cantante R&B statunitense Mario Winans. L'album è stato pubblicato il 20 aprile 2004 dalla Bad Boy Records, a sette anni di distanza dal suo primo album.
| Recensione    | Giudizio |
| ------------- | -------- |
| AllMusic      | [ 1 ]    |
| musicOMH      | positivo |
| Vibe          | [ 4 ]    |
| Rolling Stone | [ 5 ]    |
| USA Today     | [ 6 ]    |

## Tracce
1. "Ready For Love" (Interlude)
2. "Never Really Was" (featuring Lil Flip)
3. "I Don't Wanna Know" (featuring P. Diddy & Enya)
4. "You Knew" (featuring Slim Of 112)
5. "How I Made It" (featuring Loon)
6. "Already Know" (Interlude)
7. "3 Days Ago"
8. "What's Wrong With Me"
9. "Can't Judge Me"
10. "Disbelief"
11. "Enough" (Interlude)
12. "Pretty Girl Bullshit" (featuring Foxy Brown)
13. "This Is The Thanks I Get" (featuring Black Rob)
14. "I Got You Babe"
15. "So Fine"
16. "Should've Known"
17. "Turn Around"

## Classifiche

### Classifiche settimanali
| Classifica (2004)         | Posizione massima |
| ------------------------- | ----------------- |
| Australia                 | 37                |
| Austria                   | 62                |
| Belgio (Fiandre)          | 94                |
| Belgio (Vallonia)         | 83                |
| Danimarca                 | 27                |
| Francia                   | 22                |
| Germania                  | 6                 |
| Italia                    | 42                |
| Nuova Zelanda             | 33                |
| Paesi Bassi               | 28                |
| Regno Unito               | 3                 |
| Stati Uniti               | 2                 |
| US Top Rap Albums         | 7                 |
| US Top R&B/Hip-Hop Albums | 1                 |
| Svizzera                  | 13                |

### Classifiche di fine anno
| Classifica (2004)         | Posizione massima |
| ------------------------- | ----------------- |
| Stati Uniti               | 85                |
| US Top R&B/Hip-Hop Albums | 31                |